# 傲白蛺蝶
傲白蛺蝶（学名：Helcyra superba），又名銀白蛺蝶、傲白蛺蝶，为蛺蝶科白蛺蝶屬下的一个种。

## 描述
本種雌雄外型幾乎無差異。
雄蝶：頭褐色帶白斑，觸角黑褐色具白點、末端膨大如錘。口器象牙色，下唇鬚白色、近末端背面轉為黑褐。胸、腹及足皆為銀白色，前足癒合、有毛、呈刺狀。前翅長28-37 mm，呈三角形，後翅葉狀，翅脈略突出。翅背為白底色，前翅外側黑褐、翅基有黑紋，亞翅頂具二白斑，中室端有二黑斑；後翅中央與亞外緣有黑斑與條紋。翅腹面泛銀白，中央有由黑短條、橙黃斑與黑點組成之紋列，外緣帶波狀黑紋，前翅處此紋列可能不明顯或缺失。
雌蝶形態與雄蝶相似，差異在前足分節、具爪、無毛。
整體為中型蛺蝶，體背灰白、腹白。後翅扇形，邊緣波狀，M3脈末端明顯突出。翅面圖紋包括黑褐色斑列、白斑及花邊紋，翅基略帶陰影。翅腹面銀白，紋路由黑與橙黃小紋構成，邊緣有黑線，緣毛白色。

## 分佈
分布於越南北部、華西、華南、華中、華東及臺灣，本島低至中海拔地區有紀錄，北臺灣較少見。

## 棲地
棲息於常綠闊葉林，一年多代。成蝶飛行快速，喜吸食樹液與腐果，冬季以休眠幼蟲附著於樹上枯葉越冬，幼蟲取食大麻科沙楠子樹葉片。